# 木村友香 (陸上選手)
木村 友香（きむら ともか、1994年11月12日 - ）は、積水化学に所属する陸上競技選手。中距離走、長距離走。
2019年にユニバーサルエンターテインメントACから資生堂RCに移籍した。2023年に資生堂から積水化学に移籍した。第100回日本陸上競技選手権大会1500m、第101回日本陸上競技選手権大会クロスカントリー競走優勝者。

## 主な記録
| 年     | 大会                           | 種目      | 順位    | 備考                                 |
| ------ | ------------------------------ | --------- | ------- | ------------------------------------ |
| 2007年 | しずおか市町村対抗駅伝         | 8区       | 区間賞  | 静岡市静岡Aチーム2位                 |
| 2008年 | しずおか市町村対抗駅伝         | 8区       | 区間賞  | 静岡市静岡Aチーム3位                 |
| 2009年 | しずおか市町村対抗駅伝         | 9区       | 区間賞  | 静岡市静岡Aチーム優勝                |
| 2010年 | 全国都道府県対抗女子駅伝       | 3区       | 区間賞  | 静岡県チーム9位                      |
| 2011年 | 全国都道府県対抗女子駅伝       | 2区       | 区間賞  | 福岡県チーム3位                      |
| 2013年 | 東日本実業団陸上競技選手権     | 1500m     | 6位     |                                      |
| 2015年 | 東日本実業団陸上競技選手権     | 1500m     | 2位     |                                      |
| 2015年 | 全日本実業団女子駅伝           | 2区       | 区間3位 | ユニバーサルエンター テインメント3位 |
| 2016年 | 日本陸上選手権クロスカントリー | シニア8km | 2位     |                                      |
| 2016年 | 第100回日本陸上競技選手権大会  | 1500m     | 優勝    |                                      |
| 2016年 | 全日本実業団陸上選手権         | 1500m     | 4位     |                                      |
| 2016年 | 全日本実業団女子駅伝           | 2区       | 区間賞  | ユニバーサル8位                      |
| 2017年 | 日本陸上選手権クロスカントリー | シニア8km | 3位     |                                      |
| 2017年 | 第101回日本陸上競技選手権大会  | 5000m     | 7位     |                                      |
| 2017年 | 全日本実業団女子駅伝           | 1区       | 区間2位 | ユニバーサル優勝                     |
| 2018年 | 日本陸上選手権クロスカントリー | シニア8km | 優勝    |                                      |
| 2019年 | 第103回日本陸上競技選手権大会  | 5000m     | 優勝    |                                      |
| 2025年 | アジア陸上競技選手権大会       | 1500m     | 3位     |                                      |